# Jeserig (Groß Kreutz (Havel))
Jeserig ist ein Ortsteil und Sitz der Gemeindeverwaltung der Gemeinde Groß Kreutz (Havel) im Landkreis Potsdam-Mittelmark in Brandenburg.

## Geschichte
Der heute verlandete Jeseriger See wird 1375 erstmals erwähnt. In Jeserig entwickelte sich aus einem Lehnsinhaber des Klosters Lehnin vor 1644 ein Rittergut. Dieser herrschaftliche Besitz war über mehrere Jahrhunderte ein kreistagsfähiges Gut der Familie von Rochow. Es bildete sich sogar genealogisch eine eigene Familienlinie von Rochow-Trechwitz-Jeserig heraus. Adolf von Rochow (1615–1660), kurbrandenburgischer Major, verheiratet mit Elise Magdalene von Ha(c)ke, ist Grundherr in Trechwitz. Der Sohn August Wilhelm von Rochow erwirbt als Trechwitzer Herr dann Gut Jeserig dazu. Sein Sohn Ludolf Ehrenreich (1680–1751) führt beide Güter. Jeserig erbt dann später sein jüngerer Bruder Ernst Ehrenreich Adolf von Rochow (1686–1752), liiert mit Marie Elisabeth von Bri(e)tzke. Dieser Rochow ist Hauptmann in sächsischen Diensten. Dessen Sohn wiederum war königlich preußischer Leutnant, Friedrich Ehrenreich von Rochow (1722–1771). Sein Epitaph ist bis heute in der Dorfkirche sichtbar. Er war zweimal verheiratet, in zweiter Ehe mit Helene Johanne von Rochow-Stülpe. Nächster Jeseriger Gutsbesitzer wurde der Sohn Friedrich Ehrenreich Adolf Ludwig Rochus von Rochow, Domherr zu Minden, Leutnant a. D. im Eliteregiment der Gardes du Corps. Er war kurzzeitig mit Karoline von Briest verheiratet, die sich nach der Scheidung in zweiter Ehe mit Friedrich de la Motte Fouqué verband. Der bekannteste Gutsherr auf Jeserig diente im gleichen Kavallerie-Regiment, in Jeserig geboren 1794, war Generalleutnant, außerordentlicher Gesandter am Russischen Hof und Rechtsritter des Johanniterordens, verheiratet mit Mathilde Gräfin Wartensleben, Theodor Heinrich Rochus von Rochow, verstorben in St. Petersburg 1854. Nicht historisch eindeutig ist bis heute wann die Rochows das Gut abgaben. Im 1879 erstmals amtlich publizierten General-Adressbuch der Rittergutsbesitzer der Provinz Brandenburg stehen sie noch zu Buche. Das Rittergut Jeserig mit 916 ha. Dazu gehörte Neuhaus mit 260 ha und Kemnitz mit 797 ha. Bis mindestens 1907 galten die v. Rochow’sche Erben als Eigentümer von Jeserig Gut mit Nebenbesitzungen. Generalbevollmächtigte waren der Major Hans von Rochow-Reckahn und der Politiker Wichard von Rochow-Golzow, letzterer zugleich Vorsitzender des Familienverbandes. Nach dem Landwirtschaftlichen Adressbuch Brandenburg von 1914 war Hans von Rochow-Reckahn immer noch der Vorsitz für die vier nicht näher bezeichneten Miterben. 1923 war mit Hans Gebauer aus Berlin-Wannsee bereits ein bürgerlicher Gutsbesitzer in Jeserig. Als Pächter agierten der Rittmeister a. D. du Bois und ein Major von Mackensen. Bereits vor der großen Wirtschaftskrise 1929/1930 wurde das Rittergut Jeserig aufgesiedelt, auf der einstigen Gemarkung bestanden vierzehn Höfe von 3 bis 80 ha.
Bis 1928 gehörte Schenkenberg als herrschaftliches Vorwerk zu Jeserig. Das ursprüngliche Straßendorf verläuft durch die Schulstraße. An der ab 1804 erbauten Chaussee entsteht die Ausspanne Fernfahrers Ruh. Die Siedlung entstand Anfang des 19. Jahrhunderts zusammen mit dem später selbstständigen Schenkenberg.

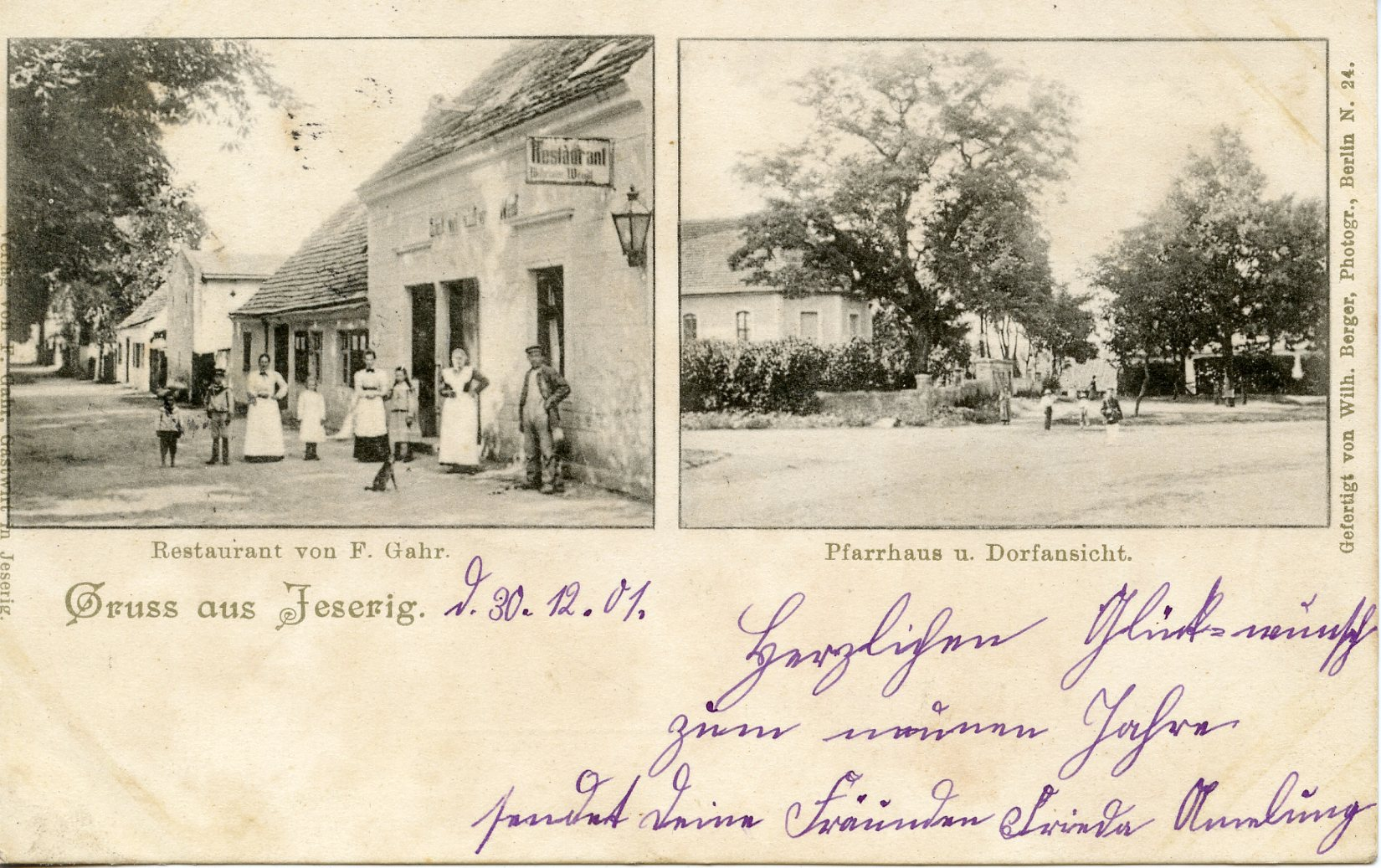
Ansichtskarte von 1901 Sammlung G. Gräbnitz
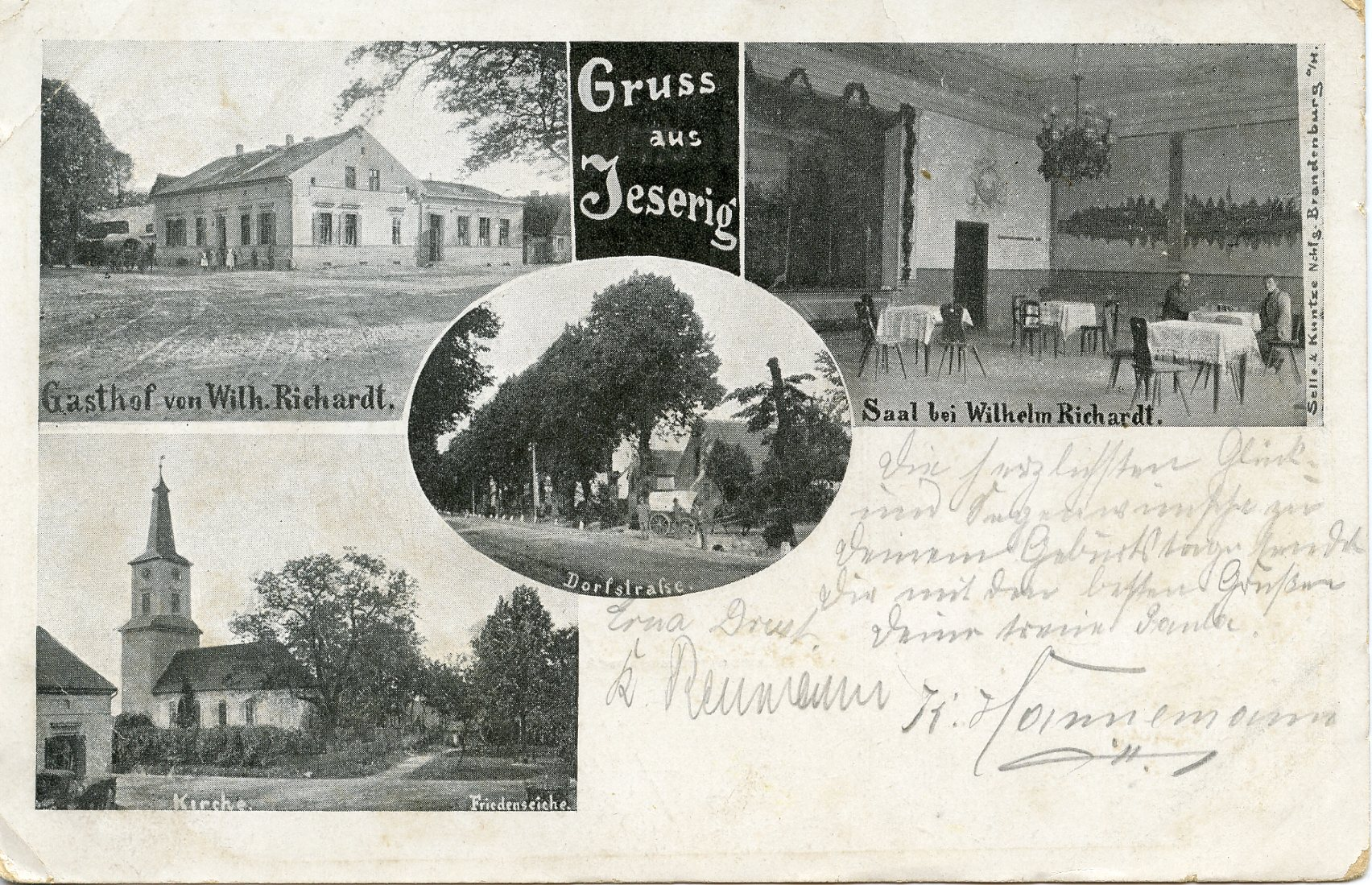
Ansichtskarte von 1906 Sammlung G. Gräbnitz
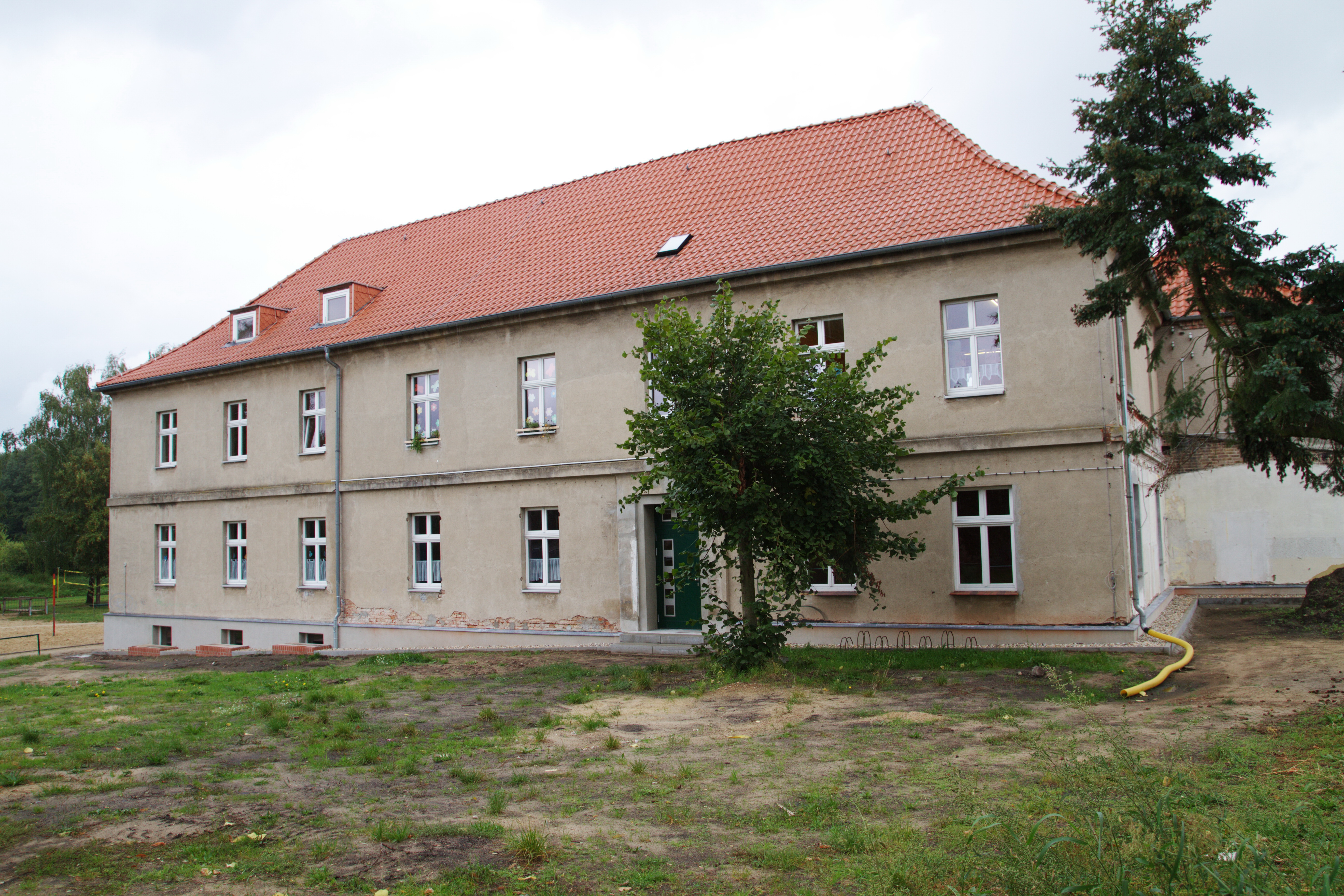
Ehemaliges Gutshaus Jeserig

## Sehenswürdigkeiten

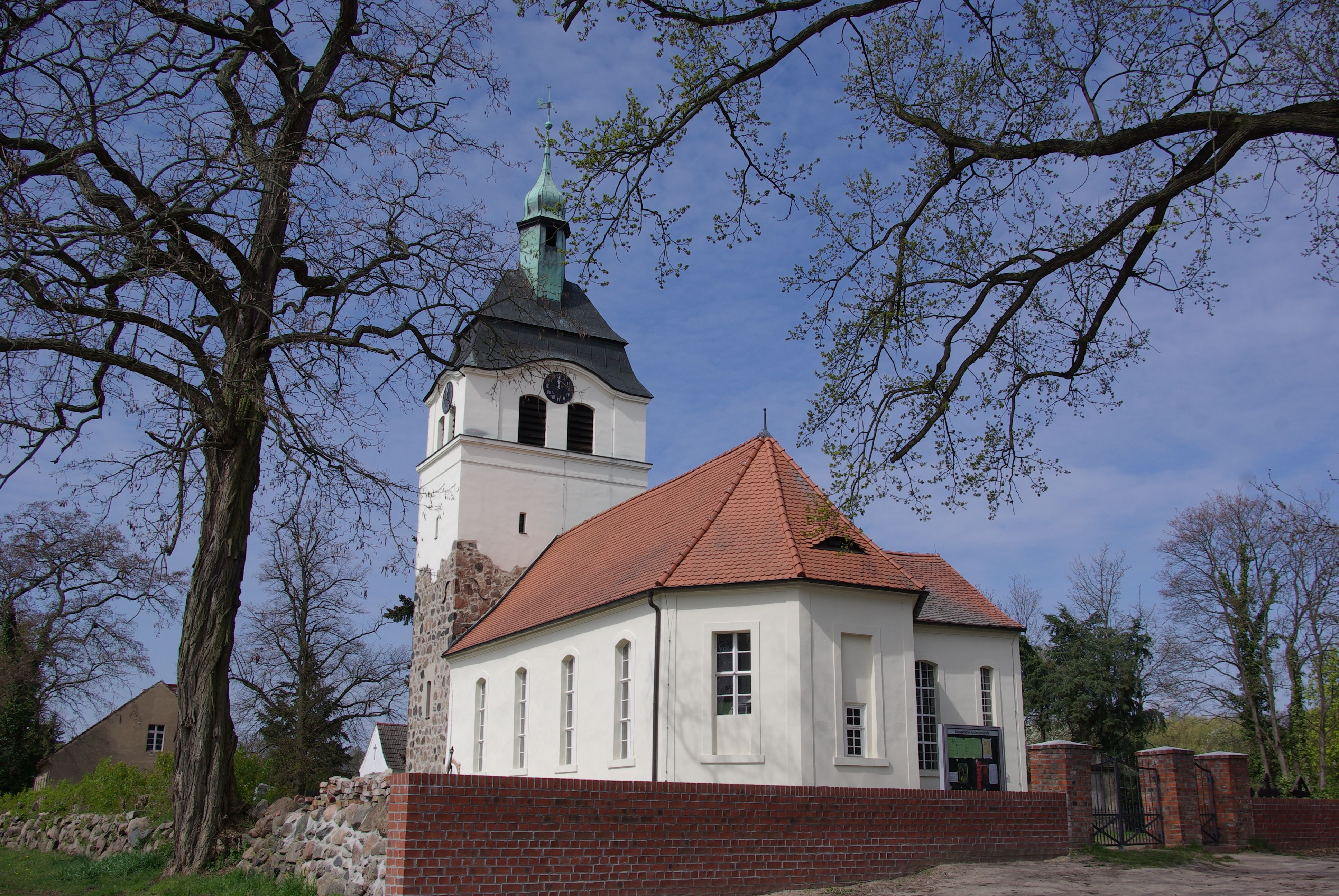
Evangelische Kirche

In Jeserig befinden sich die evangelische Dorfkirche Jeserig und die katholische Kirche St. Josef. Beide Kirchen gehören zu den Baudenkmalen in Groß Kreutz (Havel).

## Vereine
Die Jeseriger orientieren sich sportlich nach Schenkenberg. Aktiv ist die Ortsgruppe der Volkssolidarität, der Anglerverein seit 1961, heute mit Grundstück an der Havel, der Rassegeflügelzüchterverein. Der Feuerwehrverein Jeserig 2006 e. V. und der SV Fire Boots Linedance Jeserig e. V. bereichern seit 2006 das kulturelle und sportliche Leben in der Gemeinde.

## Verkehr
Nördlich verläuft die Bahnstrecke Berlin–Magdeburg. Nächstgelegener Haltepunkt ist Götz.